# ایرینا کوراچکینا
ایرینا کوراچکینا (به بلاروسی: Ірына Курачкіна؛ زادهٔ ۱۷ ژوئن ۱۹۹۴) یک کشتی‌گیر آزادکار کشور بلاروس است.
از افتخارات وی می‌توان به کسب مدال نقره المپیک ۲۰۲۰ توکیو و سه مدال برنز مسابقات قهرمانی کشتی جهان ۲۰۱۹ و مسابقات قهرمانی کشتی جهان ۲۰۱۷ و قهرمانی کشتی جهان ۲۰۲۴ اشاره کرد.